# Heilig-Kreuz-Kirche (Landsberg am Lech)
Die Heilig-Kreuz-Kirche in Landsberg am Lech liegt auf einer Anhöhe über der Altstadt. 

## Geschichte
Gründer des Kollegs und der Kirche war 1576 Graf Schweikhard von Helfenstein (1539–1599), Präsident des Reichskammergerichtes, kaiserlicher Statthalter von Tirol und herzoglicher Pfleger in Landsberg. Er betätigte sich auch als Autor, Publizist und Förderer der Katholischen Reform. Auf sein Betreiben hin ließ sich der Orden in Landsberg am Lech nieder. Im Zusammenwirken mit Herzog Albrecht V. von Bayern gründete Helfenstein 1575 das dortige Jesuitenkolleg mit der zugehörigen Heilig-Kreuz-Kirche und legte 1576 selbst den Grundstein dazu. 1578, bei der Eröffnung, war auch der Hl. Petrus Canisius anwesend, der zu seinem Freundeskreis zählte. Die Kirche gehörte zu den ersten Kirchen des Ordens in Deutschland. Der Maler Friedrich Sustris erhielt von Herzog Albrecht V. den Auftrag den Chor auszumalen.
1590 zählte das Jesuitenkolleg 50 Mitglieder. Das Ehepaar Helfenstein vermachte nach seinem Tode sein gesamtes Vermögen dem Orden. 1602 errichteten ihnen die Patres in der Jesuitenkirche Hl. Kreuz ein repräsentatives Renaissance-Grabmal. 1641 wurde das Landsberger Jesuitengymnasium gegründet. 1700 zählte das Kolleg 90 Mitglieder. 1751 wurde der Vorgängerbau abgebrochen. Von 1752 bis 1754 entstand unter der Leitung des Dillinger Jesuitenbaumeister Joseph Ignaz Merani an gleicher Stelle ein Neubau mit Doppelturmfassade. 1754 erfolgte die Weihe der neuen Jesuitenkirche Hl. Kreuz. Nach der Aufhebung des Jesuitenordens 1773 kam Kirche und Kloster an die Malteser. Die ehemalige Jesuitenkirche führte seither den Namen Malteserkirche.

## Architektur
Auf einem zwischen den beiden Westtürmen gelegenen Vorraum, über welchem sich zwei Emporen befinden, folgt das einschiffige Langhaus, mit Seitenkapellen zwischen den eingezogenen Strebepfeilern. Der Chor umfasst drei Langjoche und eine Apsis. An der Nordseite des Chores befindet sich eine zweigeschossige Sakristei. Die Pfeiler des Langhauses sind mit Pilastern gegliedert. Zwischen den Pfeilern sind querstehende Tonnengewölbe gespannt.

## Ausstattung

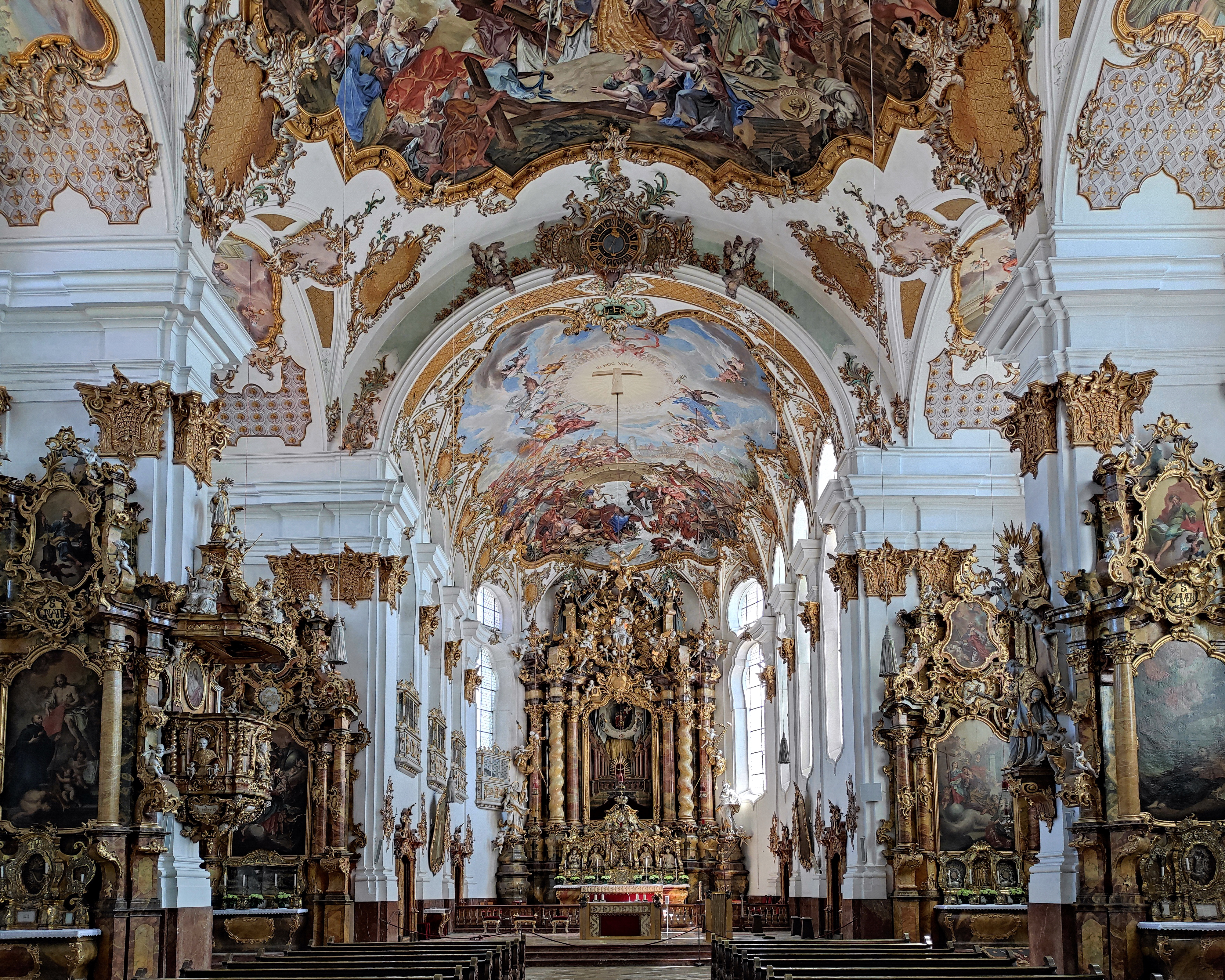
Heilig-Kreuz-Kirche: Innenraum

Die Rokoko-Ausstattung stammt aus der Mitte des 18. Jahrhunderts. Die Deckengemälde schuf Christoph Thomas Scheffler. Das Hochaltarbild von Johann Baptist Baader von 1758 zeigt die Kreuzigung Christi. Die Heilig-Kreuz-Kirche ist als Noviziatskirche konzipiert. Dies zeigt sich durch Darstellungen der Ordensheiligen Aloisius von Gonzaga, Francisco de Xavier, Ignatius von Loyola, Paul Miki und Gefährten sowie Stanislaus Kostka. Das Renaissance-Grabmal des Grafen Schweikhard von Helfenstein wurde aus dem Vorgängerbau übernommen.

## Orgel

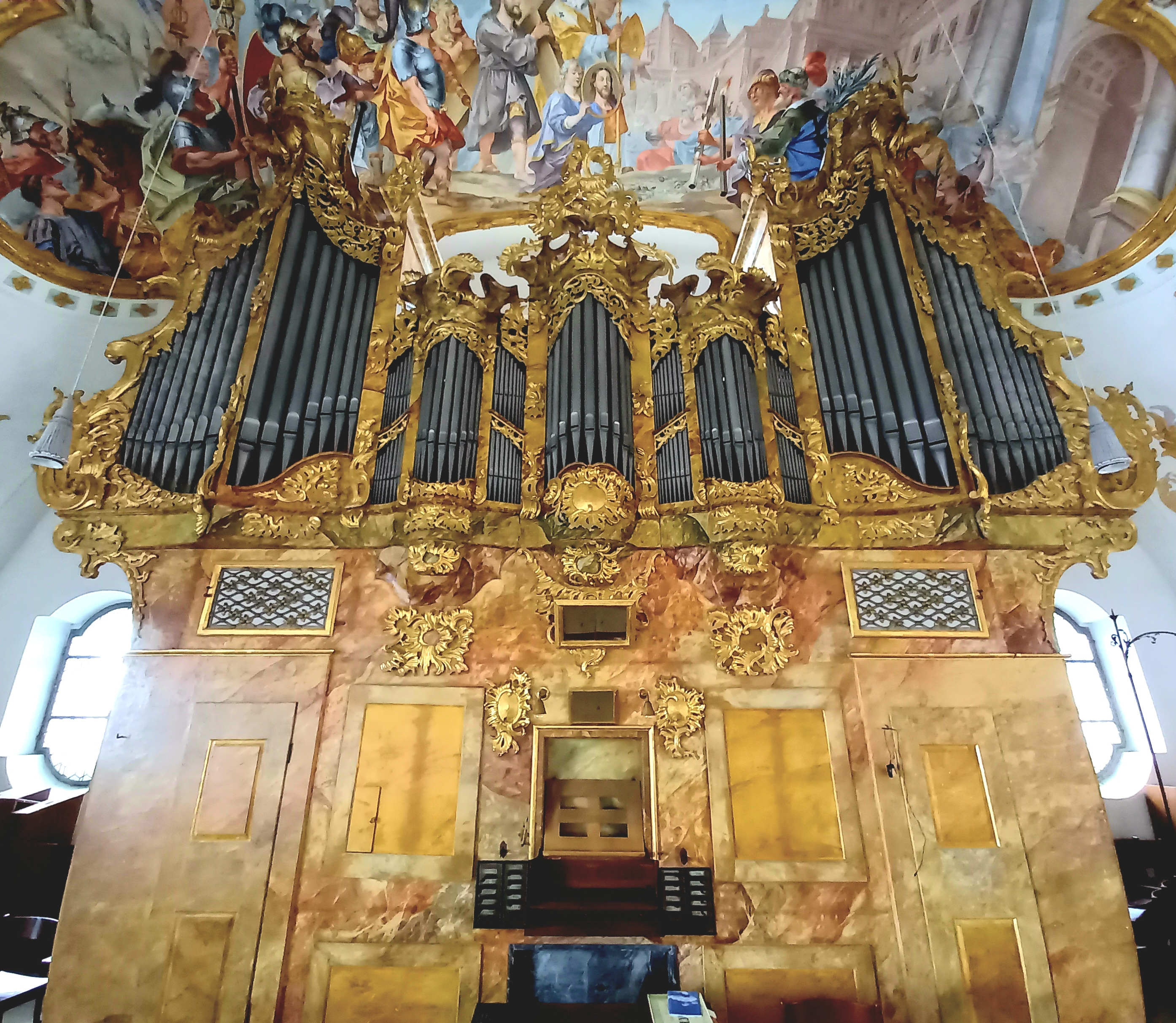
Simnacher-Orgel von 1756

Die Orgel mit 21 Registern auf zwei Manualen und Pedal wurde 1756 von Augustin Simnacher gebaut. In den Jahren 1986 bis 1988 restaurierte Georg Jann die Orgel und ersetzte dabei die Pfeifen, die nicht auf Simnacher zurückgingen durch rekonstruierte. Im Jahr 2023 wurde das wertvolle Barockinstrument penibel und behutsam durch Orgelbaumeister Friedemann Seitz aus Kaufbeuren renoviert. Die Disposition lautet:
| I Positiv C–c3 |    |
| Copel          | 8′ |
| Principal      | 4′ |
| Floeten        | 4′ |
| Spitzfloet     | 4′ |
| Flaschinet     | 2′ |
| Mixtur IV      | 1′ |

| II Hauptwerk C–c3 |    |
| Prinzipal         | 8′ |
| Violetta          | 8′ |
| Gamba             | 8′ |
| Copel             | 8′ |
| Quintadaena       | 8′ |
| Octav             | 4′ |
| Fletten           | 4′ |
| Quint             | 3′ |
| Superoctav        | 2′ |
| Mixtur IV         | 2′ |
| Cymbal IV         | 1′ |

| Pedal C–a     |     |
| Subbass       | 16′ |
| Octavbass     | 8′  |
| Octav         | 4′  |
| Cornettbass V | 4′  |

- Bemerkungen: Schleiflade, mechanische Spiel- und Registertraktur
- Koppeln: I/II (Schiebekoppel), II/P

## Umgebung

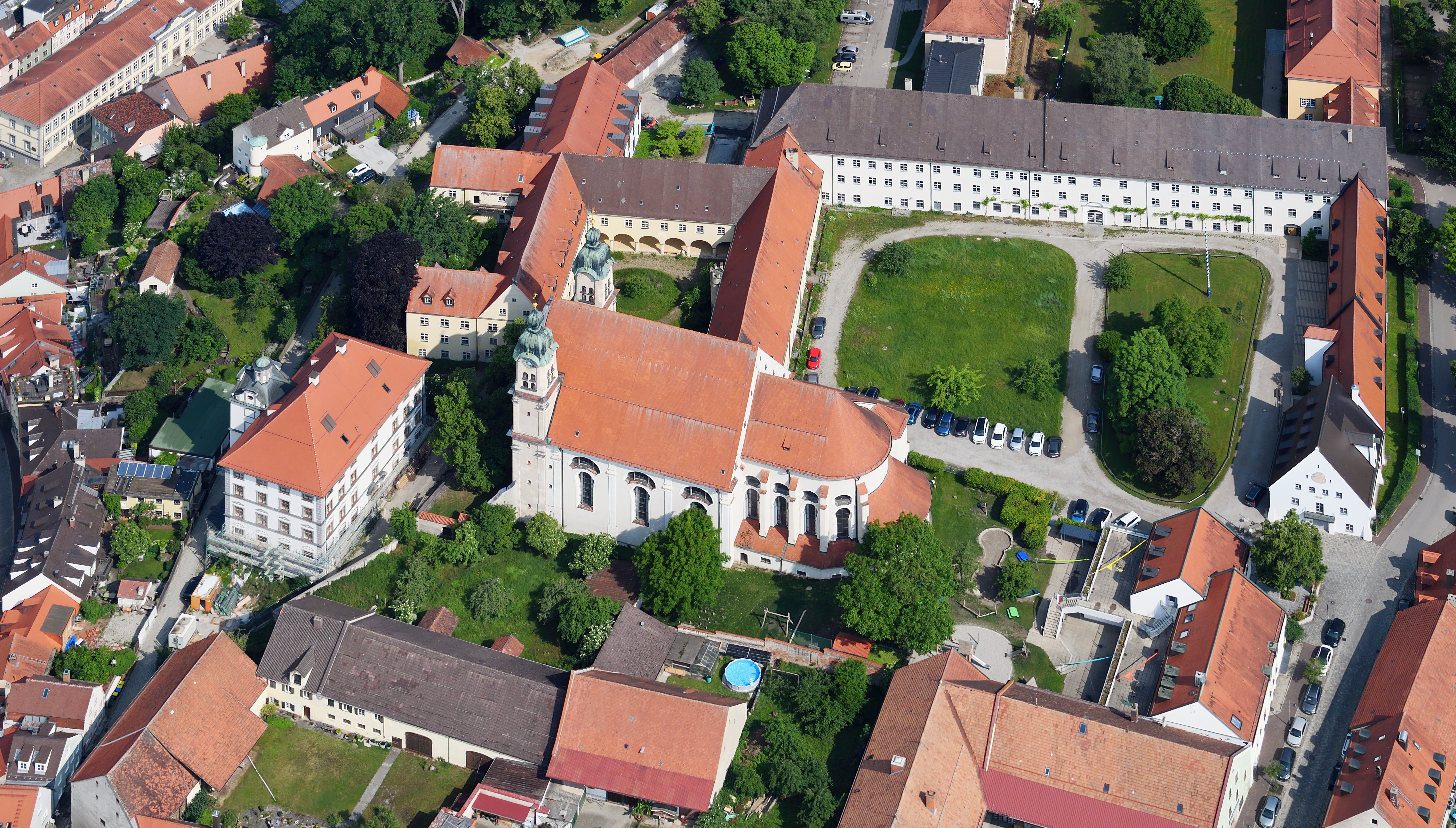
Heilig-Kreuz-Kirche, altes Jesuitenkollegsgebäude und ehemaliges Jesuitengymnasium

Neben der Heilig-Kreuz-Kirche steht im Norden das alte Jesuitenkollegsgebäude (heute Altenheim und Agrarbildungszentrum des Bezirks Oberbayern) und im Süden das ehemalige Jesuitengymnasium (heute Neues Stadtmuseum).